# راندال روث
راندال روث (بالإنجليزية: Randall Roth)‏ هو محامي أمريكي، ولد في 14 مايو 1948 في ألينوود في الولايات المتحدة.